# Apricot
Apricot va ser una marca registrada de microordinadors fabricades per l'empresa britànica Applied Computer Techniques (ACT).

## Història

### La dècada del 1980
El 1982, ACT va llançar seu primer microordinador. Va ser fet per un altre fabricant, però es va vendre sota la marca ACT. Ell va gaudir d'un èxit moderat. Aquest mateix any, ACT va entrar en un acord amb Sirius Systems Technology (Victor) per distribuir el «Victor 9000» sota l'etiqueta ACT «Sirius 1» a Anglaterra i Europa. Venut per 2.754 £, va gaudir d'un èxit honorable. El Sirius 1 no era compatible amb l'IBM PC.
El setembre de 1983, el PC d'Apricot es va donar a conèixer, al voltant d'un microprocessador Intel 8086 a 4,77 MHz. Podria funcionar amb MS-DOS o CP/M-86, però no era totalment compatible amb el PC d'IBM. La seva qualitat principal és la definició gràfica de 800x400 píxels, i un teclat amb una pantalla LCD de 40 caràcters per dues línies. Microsoft Word i Multiplan també s'inclouen amb la màquina.
El 1984, l'ACT presenta l'Apricot F1 (256 KiB de RAM i unitat de disc de 720 KiB), una màquina dissenyada per al mercat domèstic. S'executa l'MS-DOS i té una interfície gràfica d'usuari, «Activity». Així com el PC d'Apricot, no és plenament compatible amb el PC d'IBM. El teclat i el ratolí té una transmissió d'infraroig. ACT també revela el mateix any, el portàtil d'Apricot, la versió «transportable» del F1, sempre amb un teclat d'infraroig, un microprocessador a 5 MHz, pantalla LCD i un innovador sistema de reconeixement de veu.
El 1985, l'ACT es converteix en «Apricot Computers». La gamma es va expandir a diverses màquines de la sèrie F: F2, amb dues unitats de disc, i F10, amb un disc dur. F1e, la màquina més barata també es va presentar amb una unitat de disc de 320 KiB. GEM també estava disponible per aquestes màquines.
A l'octubre de 1985, Apricot presenta el seu darrer microordinador no compatible amb l'IBM PC, XEN, amb un processador Intel 80286. El 1986, el XEN-i, va ser el primer veritablement compatible amb l'IBM PC.

### La dècada del 1990
Malgrat la popularitat de la marca a Anglaterra, l'Apricot, no va sobreviure a l'onada d'IBM compatibles. Comprada per Mitsubishi, l'Apricot va seguir fent poc memorables compatibles amb l'IBM abans de desaparèixer de l'escena.

### Rellançament de la marca el 2008
Comprada per una companyia anglesa, Apricot Computers Ltd., la marca d'Apricot va ser rellançada el setembre de 2008, presentant un netbook de 9" amb disc dur, el Picobook Pro. El nou logotip incorpora bàsicament l'utilitzat per Mitsubishi fins al 1999.